# Marino Bonda
Marino Bonda, chorvatsky též Marin Bundić (9. ledna 1840 Dubrovník – 24. března 1902 Vídeň), byl rakouský politik z Dalmácie, v 2. polovině 19. století poslanec Říšské rady.

## Biografie
Vychodil školu v Dubrovníku a pak absolvoval práva a získal doktorát na Vídeňské univerzitě. V roce 1864 nastoupil jako úředník na místodržitelství v Zadaru. V letech 1868–1869 působil jako tajemník dalmatského místodržícího Wagnera a pak pracoval ve Splitu na finančním ředitelství.
Byl aktivní i v politice. Zasedal coby poslanec Říšské rady (celostátního parlamentu). Nastoupil do ní v prvních přímých volbách roku 1873. Zastupoval kurii venkovských obcí v Dalmácii, obvod Dubrovník, Korčula atd. Slib složil 5. listopadu 1873. Do vídeňského parlamentu se ještě vrátil po dlouhé přestávce ve volbách roku 1891, tentokrát za kurii nejvýše zdaněných v Dalmácii. V roce 1873 se uvádí jako hrabě Marino Bonda, c. k. komoří a vrchní finanční rada, bytem Trento.
Patřil do politického proudu dalmatských autonomistů, tzv. autonomaši (nazývaní někdy pejorativně i talijanaši), kteří prosazovali multietnickou dalmatskou identitu a zůstávali napojení na italský kulturní okruh. Byl členem autonomistických spolků v Zadaru (Societa politica dalmata) a Dubrovníku (Gabinetto di lettura). V roce 1878 byl na Říšské radě členem poslaneckého klubu levého středu. V roce 1889 spolupodepsal provolání dubrovnické pobočky Srbské strany před volbami do Dalmatského zemského sněmu. Roku 1891 se dostal na Říšskou radu za koalici autonomašů a Srbů.
Jeho otcem byl politik a v 60. letech poslanec Říšské rady Orsato Bonda (1812–1874).